# Плайсвайлер-Оберхофен
Плайсвайлер-Оберхофен (нем. Pleisweiler-Oberhofen) — община в Германии, в земле Рейнланд-Пфальц. 
Входит в состав района Южный Вайнштрассе. Подчиняется управлению Бад Бергцаберн.  Население составляет 798 человек (на 31 декабря 2010 года). Занимает площадь 5,05 км².
Коммуна подразделяется на 2 сельских округа.